# Thân vương quốc Leyen
Thân vương quốc Leyen (tiếng Đức: Fürstentum Leyen; tiếng Pháp: Principauté de la Leyen) là một quốc gia dân tộc Đức dưới thời Hoàng đế Napoléon tồn tại 1806–1814 ở Hohengeroldseck, phía Tây của Baden-Württemberg hiện đại. Nhà Leyen đã mua lại nhiều quận ở miền Tây nước Đức, và cuối cùng những quận này được thừa kế bởi dòng Leyen của Bá quốc Adendorf. Năm 1797, Đệ Nhất Cộng hòa Pháp đánh bại Đế chế La Mã Thần thánh và tất cả các vùng đất phía Tây sông Rhine đều bị mất. Sau thất bại của Áo vào tháng 12 năm 1805, hầu hết các quốc gia nhỏ hơn của Đế Chế La Mã Thần thánh đều được trung gian hóa, ngoại trừ Leyen, bá quốc này được tha là vì Bá tước cầm quyền là cháu trai của Tổng thủ hiến Karl Theodor Anton Maria von Dalberg, Tuyển hầu xứ Mainz, một đồng minh thân cận của Napoléon.
Năm 1806, Bá tước Philip Francis của Adendorf được phong làm Thân vương, và Bá quốc Adendorf được nâng lên thành "Thân vương quốc Leyen". Lãnh thổ của nó được bao quanh bởi Đại công quốc Baden. Thân vương Philip Francis, giống như nhiều thành viên khác của Liên bang Rhein phần lớn trở thành con rối của Đệ Nhất Đế chế Pháp, vì vậy sau thất bại của Napoléon trong Trận Leipzig năm 1813, Đại hội Viên đã bãi bỏ Thân vương quốc và sạp nhập vào Đế chế Áo. Năm 1819, Áo đổi nó cho Baden.